# Lotos
O lotos (em grego: λωτός; romaniz.: lōtós) ou árvore de lótus (ou árvore de lotos) é uma planta fantástica que aparece em duas histórias da mitologia grega: a Odisseia de Homero e em Metamorfoses e Fastos de Ovídio, que também é mencionada no Livro de Jó do Antigo Testamento, por Plínio, o Velho e por Maomé.
Na Odisseia, lotos era uma comida em forma de flor, com aroma suave de mel, que fazia a pessoa que a comia esquecer a sua missão. Odisseu enviou três homens para explorar a ilha, chamada terra dos comedores de lotos (Lotófagos ou Lotophagi), e estes homens não quiseram voltar aos navios, sendo arrastados à força, chorando. Odisseu foi rapidamente embora desta ilha, antes que os outros homens comessem o lotos e não quisessem mais voltar para casa. O termo lotófago é por isso aplicado a alguém que leva uma vida despreocupada e de luxúria.
Em Fastos, Ovídio narra uma história de quase violação da ninfa Lótis, que dormia sob efeitos do álcool.[carece de fontes?] Baco havia dado uma festa, para a qual foram convidados os seus companheiros e várias náiades, que, sob o efeito do vinho, começaram a despir-se: várias estavam com os cabelos despenteados, uma usava a túnica acima dos joelhos, uma com a roupa rasgada mostrava o seu seio, uma despiu os ombros e outra deixou a saia na relva, e todas estavam descalças, o que deixou os sátiros em fogo, inclusive o velho Sileno. Príapo,[a] a glória e o guardião dos jardins, se apaixonou por Lótis, mas ela desprezou o seu amor. Quando chegou a noite e ela adormeceu na relva, longe das outras, Príapo tentou aproveitar-se dela, mas quando já havia tirado sua cobertura, o asno de Sileno fez um barulho que a acordou. Lótis acordou e, em terror, empurrou Príapo e acordou as outras ninfas ao sair a correr. Príapo, cuja parte obscena estava claramente visível sob a luz da Lua, foi ridicularizado por todos. O asno foi punido com a morte, e agora é um sacrifício ao deus do Helesponto. Na fuga, Lotis se transformou em um arbusto, que dava flores na cor da púrpura de Tiro. O nome lotos é derivado do nome da ninfa.
Em Metamorfoses de Ovídio,  Dríope de Ecália ia um dia com o seu filho ao colo quando colheu uma flor de lótus e foi instantaneamente transformada num lotos.
O Livro de Jó menciona o lotos nos versículos 40:21-22, que falam numa grande criatura chamada Behemoth que está deitada debaixo de árvores de lotos, escondida entre juncos e outras plantas; os lotos estão rodeados de choupos. Segundo Maomé, há uma árvore de lotus no 7º céu, à direita do trono de Deus.
Plínio, o Velho menciona várias vezes o lotos na sua obra História Natural, nomeadamente citando a plantação de seis lotos por Lúcio Licínio Crasso no jardim da sua casa em Roma, no final do século II a.C., árvores que causavam admiração e que sobreviveram até ao Grande incêndio de Roma em 64 d.C. Plínio descreve o lotos como uma árvore que cresce em África e foi introduzida em Itália, do tamanho da pereira, com a folha muito recortada. Os seus frutos cresciam muito juntos nos ramos, eram do tamanho de favas e quando maduros eram da cor do açafrão, comestíveis, com e sem caroço e com eles se produzia um vinho muito doce. A madeira era negra e era usada para fazer flautas.
A árvore de lotos pode ter sido inspirada pelo diospireiro (Diospyros lotus), uma árvore nativa de África que atinge sete a oito metros de altura e cujas flores são verdes amareladas, ou a Ziziphus lotus, da família da jujuba, cujo fruto é comestível e nativa do Norte de África e das ilhas do golfo de Gabès, como Djerba.